# بيرني وريل
بيرني وريل (بالإنجليزية: Bernie Worrell)‏ (مواليد 19 أبريل 1944 في نيوجيرسي - 24 يونيو 2016)، كان وموسيقي وملحن ومنتج أمريكي بدأ مسيرته الفنية عام 1970.

## وصلات خارجية
- بيرني وريل على موقع IMDb (الإنجليزية)
- بيرني وريل على موقع ميوزك برينز (الإنجليزية)
- بيرني وريل على موقع إن إن دي بي (الإنجليزية)
- بيرني وريل على موقع أول ميوزيك (الإنجليزية)
- بيرني وريل على موقع ديسكوغز (الإنجليزية)
- بيرني وريل على موقع قاعدة بيانات الفيلم (الإنجليزية)

- الموقع الرسمي